# Wolf Parade
Wolf Parade est un groupe de rock indépendant canadien formé à Montréal, au Québec, dont les membres sont originaires de Colombie-Britannique.

## Biographie
Wolf Parade est un groupe qui vient de Montréal, et y est formé en 2003. Les membres de ce groupe sont Dan Boeckner, Arlen Thompson, Hadji Bakara et Spencer Krug. Dan Boeckner était auparavant membre du groupe indépendant Atlas Strategic, et a créé un projet parallèle, Handsome Furs, tandis que Spencer Krug a déjà fait partie des groupes Frog Eyes et Fifths of Seven, ainsi que de son propre projet parallèle Sunset Rubdown. L’ex-guitariste du groupe Hot Hot Heat Dante DeCaro s’est également joint au groupe en tant que deuxième guitariste,.
En septembre 2003, Hadji Bakara se joint à Wolf Parade, contribuant aux morceaux de synthétiseur. En été 2004, le groupe publie son deuxième EP indépendant, le 6 Song EP. Leur premier album studio, Apologies to the Queen Mary, est publié en 2005, et produit principalement par Isaac Brock de Modest Mouse, qui a également permis au groupe de signer avec le label Sub Pop Records. Chris Chandler, qui est responsable du son singulier de Modest Mouse, a également été impliqué dans la production. L'album est publié en 2005.
Le deuxième album studio, At Mount Zoomer, est publié en juin 2008, et accueilli par la presse. Comme un second album, il souligne la connexion avec le son d'un David Bowie et un esprit qui peut rappeler, sans chanteur, Arcade Fire, notamment dans les envolées. Le groupe annonce sur scène en novembre 2008 que le départ annoncé de Dante DeCaro était une blague,. Hadji Bakara quitte le groupe en 2008 pour une carrière académique dans la littérature.
Wolf Parade revient en novembre 2009 pour commencer l'enregistrement d'un troisième album, Expo 86. Lors d'un entretien avec le magazine Exclaim!, Dan Boeckner explique que l'album devrait être publié comme double-album ou comme LP ou EP. Les cinq membres réaliseront qu'ils étaient tous au Vancouver's World Fair la même semaine lorsqu'ils étaient petits, d'où le titre de l'album. Il est produit par Howard Bilerman et publié le 29 juin  2010 aux États-Unis.
En 2010, le morceau Shine a Light issu de Apologies to the Queen Mary apparait dans l'épisode The Fight de la série télévisée Esprits criminels. En 2011, le groupe annonce une pause d'une durée indéterminé
Leur pause est rompue le 14 janvier 2016, par la mise à jour de leur site officiel, de leurs comptes Twitter et Instagram, correspondant à l'annonce de trois concerts à New York, Toronto et Londres ainsi que la promesse de nouveaux enregistrements, concrétisées par la sortie de l'EP Wolf Parade le 17 mai 2016, puis d'un nouvel album Cry Cry Cry, le 6 octobre 2017. Wolf Parade continue d'être actif par la suite et lance Thin Mind en 2020.

## Membres
- Spencer Krug – chant, claviers
- Dan Boeckner – chant, guitare
- Arlen Thompson - batterie
- Dante DeCaro (2005–2019) — guitare, basse, percussions, claviers
- Hadji Bakara (2003–2008) — synthétiseur

## Discographie

### Albums studio
- 2005 : Apologies to the Queen Mary
- 2008 : At Mount Zoomer
- 2010 : Expo 86
- 2016 : Cry Cry Cry
- 2020 : Thin Mind

### EP
- 2003 : Wolf Parade
- 2004 : Wolf Parade
- 2005 : Wolf Parade
- 2016 : Wolf Parade

### Singles
- 2006 : Modern World
- 2006 : Shine A Light
- 2006 : I'll Believe in Anything
- 2008 : Call It A Ritual
- 2008 : Language City
- 2010 : Semi-Precious Stone / Agents of Love
- 2017 : Valley Boy
- 2017 : You're Dreaming